# Трибоелектричний ефект
Трибоелектри́чний ефе́кт — явище електризації тіл при терті.
Ефект зумовлений встановленням і розривом контакту між тілами при терті. При встановленні контакту принаймні в окремих ділянках поверхонь відбувається процес адгезії — злипання поверхонь тіл. Внаслідок злипання носії заряду з одного матеріалу частково переходять в інший, прагнучи вирівняти електрохімічні потенціали. При швидкому розриві контакту частина носіїв заряду залишається в чужому тілі, створюючи таким чином надлишковий заряд. Цей механізм може підсилюватися п'єзоефектом, оскільки при терті виникають механічні напруження, та піроелектричним ефектом, оскільки при терті тіла нагріваються.
Трибоелектричний ефект був відомий ще стародавнім грекам. Фалес Мілетський описував притягання легких тіл, що натертого шерстю бурштину. Слово електрика походить від грецької назви бурштину.
Електризація тертям використовується, наприклад, у електростатичному генераторі Ван де Граафа.
Для розділення суміші мінералів, які представлені непровідниками, застосовують трибоелектричну сепарацію. 

### Скло-генератор
Дослідники технологічного інституту Джорджії заявили про створення скла-генератора, що є прозорим трибоіндукованим розумнним вікном.
Скло виробляє електрику завдяки типовим погодним впливам — дощу і вітру. Використовується трибоелектричний ефект.
Скло виконується багатошаровим. Воно взаємодіє з краплями дощу, що заряджені позитивним зарядом від тертя об повітря по шляху до землі. На поверхні скляного шару знаходяться пірамідки висотою близько 5 нм, що створюють гідрофобний ефект. Падаючи на поверхню зовнішнього шару, позитивно заряджені краплі надають конструкції невеликий електричний заряд.
Другий шар містить два тонких листа пластику, які утримуються на відстані мікропружинами. Вплив вітру притискає шари один до одного, і таким чином завдяки трибоелектричному ефекту також виробляється електрика.
Скло-генератор дає потужність близько 130 міліват електроенергії на квадратний метр скла. Цього достатньо для живлення акумулятора смартфона.
У журналі Nature Communications повідомляється про генерацію таким наногенератором 248,28 Вт/м⁻² з однієї краплі з коефіцієнтом перетворення енергії 2,5%.
Зберігати отриману енергію пропонують за допомогою прозорих суперконденсаторів, які теж можна буде включити в прозору конструкцію.